# 有閒階級論
《有閒階級論》（The Theory of the Leisure Class），是美國社會學家托斯丹·范伯倫在1899年出版的經濟學專著。

## 概述
《有閒階級論》是根據范伯倫1898年在《美國社會學期刊》上發表的三篇論文改寫而成，並成為他往後著作的理論架構基礎。
書中提出炫耀性消費概念，批判19世紀末期的美國上流階級中，那些與企業密切往來的暴發戶，稱其為「有閒階級」（leisure class）。范伯倫認為，這些有閒階級透過消費非維生所需的時間與昂貴物品保持、展現身份地位，同時也脫離勞動關係，輕視普通勞動者的生產貢獻。並且，這個階級的消費習性將會影響其它階級，無形中成就一個浪費時間、金錢的社會風氣。
《有閒階級論》與當時其它社會學作品不同，它的焦點在於「消費」。往後的社會學理論的焦點也漸漸由「生產」轉為「消費」。

## 外部連結
- The Theory of the Leisure Class - 古腾堡计划
- 《有闲阶级论》全文在线阅读(简繁体中文版) （页面存档备份，存于）